# Kamisama mousukoshi dake
Kamisama mousukoshi dake (jap. 神様、もう少しだけ pol. dosł. Boże, proszę, daj mi więcej czasu) – japońska drama emitowana na antenie Fuji TV od 7 lipca do 22 września 1998 roku. Drama opowiada historię dwojga kochających się ludzi, producenta muzycznego Keigo Ishikawy (Takeshi Kaneshiro) i licealistki Masaki Kano (Kyōko Fukada), którzy konfrontują się ze swoim losem.

## Zarys fabuły
Jest to smutna historia miłosna między 16-letnią licealistką a 25-letnim popularnym producentem muzycznym.

## Fabuła
Keigo Ishikawa, odnoszący sukcesy producent muzyczny, ale człowiek porzucony przez życie, spotyka dziewczynę w drodze do domu z koncertu. Tą dziewczyną jest licealistka Masaki Kano. Włócząca się nocami, w poszukiwaniu sensu życia. Keigo jest dla niej charyzmatyczną postacią. Po spędzeniu jednej nocy z nim, wątpliwości Masaki znikają, a serce Keigo wypełnia się czystymi i szczerymi uczuciami do Masaki. Jednak trzy miesiące po tej nocy, okazuje się, że Masaki została nosicielką wirusa HIV.

## Obsada

### Główna
- Kyōko Fukada jako Masaki Kano, licealistka
- Takeshi Kaneshiro jako Keigo Ishikawy, producent muzyczny

### W pozostałych rolach
- Yukie Nakama jako Kaoru Takimura, piosenkarka
- Haruhiko Kato jako Isamu Hibino, Kolega Masaki
- Shin Yazawa jako Asami Oda, najlepsza przyjaciółka Masaki
- Yoshiko Tanaka jako Yaeko Kano, matka Masaki
- Mitsuru Hirata jako Nogiro Kano, ojciec Masaki
- Kazunori Sasaki jako Satoru Kano, brat Masaki (do odc. 9)
- Norihiko Torii jako Satoru Kano, brat Masaki (od odc. 10)
- Rie Miyazawa jako Lisa Takimura, zmarła dziewczyna Keigo
- Toshihide Tonesaku jako Takashi Kubo, menadżer Keigo
- Hiroko Isayama jako Ishi Hiratsuka, pani doktor
- Kotaro Takeshita jako Hiroyuki Izawa, mężczyzna, który jest w związku z Yaeko
- Tôru Masuoka jako Yoshikatsu Arita, prezes prezesem K's Music Corporation
- Taketoshi Nagahori jako Takaaki Noguchi, mężczyzna, który zaraził Masaki
- Yukimi Tanaka jako Kana Tamura, dziewczyna pracująca z Isamu
- Atsushi Yamanishi jako Fumitaka Ezaki, reporter
- Yukiko Ikari jako Sachi Ishikawa, córka Masaki i Keigo (odc. 12)

## Harmonogram transmisji
| 1 | 7 lipca 1998     | 18,2% |
| 2 | 14 lipca 1998    | 24,6% |
| 3 | 21 lipca 1998    | 21,4% |
| 4 | 28 lipca 1998    | 22,3% |
| 5 | 4 sierpnia 1998  | 20,4% |
| 6 | 11 sierpnia 1998 | 21,7% |
| 7 | 18 sierpnia 1998 | 19,6% |
| 8 | 25 sierpnia 1998 | 24,1% |
| 9 | 1 września 1998  | 24,8% |
| 10 | 8 września 1998  | 24,0% |
| 11 | 15 września 1998 | 20,9% |
| 12 | 22 września 1998 | 28,3% |
| *W powyższej tabeli, niebieskie liczby oznaczają najniższe oceny, a czerwone najwyższe *Średnia ocena widowni: 22,5%（Oceny odbiorców są oparte na badaniach regionu Kantō przeprowadzonych przez Video Research) |                  |       |

## Nagrody
| Rok  | Ceremonia                                         | Kategoria                        | Nominowany                                                        | Rezultat | Przy. |
| ---- | ------------------------------------------------- | -------------------------------- | ----------------------------------------------------------------- | -------- | ----- |
| 1998 | Television Drama Academy Awards (lipiec-wrzesień) | Nagroda za Najlepszą Dramę       | Kamisama mousukoshi dake                                          | Wygrana  | [ 3 ] |
| 1998 | Television Drama Academy Awards (lipiec-wrzesień) | Najlepszy Aktor                  | Takeshi Kaneshiro                                                 | Wygrana  | [ 3 ] |
| 1998 | Television Drama Academy Awards (lipiec-wrzesień) | Najlepsza Aktorka Drugoplanowa   | Kyōko Fukada                                                      | Wygrana  | [ 3 ] |
| 1998 | Television Drama Academy Awards (lipiec-wrzesień) | Najlepsza Piosenka w Dramie      | Luna Sea - „I for You”                                            | Wygrana  | [ 3 ] |
| 1998 | Television Drama Academy Awards (lipiec-wrzesień) | Nagroda za Najlepszy Scenariusz  | Taeko Asano                                                       | Wygrana  | [ 3 ] |
| 1998 | Television Drama Academy Awards (lipiec-wrzesień) | Nagroda dla Najlepszego Reżysera | Hideki Takeuchi, Daisuke Tajima, Hitoshi Iwamoto, Masaki Nishiura | Wygrana  | [ 3 ] |
| 1998 | Television Drama Academy Awards (lipiec-wrzesień) | Najlepsza obsada                 | Kamisama mousukoshi dake                                          | Wygrana  | [ 3 ] |
| 1998 | Television Drama Academy Awards (lipiec-wrzesień) | Najlepsze otwarcie               | Hideki Takeuchi                                                   | Wygrana  | [ 3 ] |